# Initiative populaire « Pour la sortie programmée de l'énergie nucléaire »
L'initiative populaire « pour la sortie programmée de l'énergie nucléaire » est une initiative populaire suisse, qui a été rejetée par 54 % des votants le 27 novembre 2016.

## Contenu
À la suite de l'accident de Fukushima, le Conseil fédéral (Suisse) a annoncé le 25 mai 2011 que la sortie de la production d'énergie nucléaire sur le sol suisse se fera progressivement jusqu'en 2050. Le Parlement suisse approuve la décision du gouvernement de renoncer progressivement à l'exploitation des centrales nucléaires dans le pays d'ici 2034.
L'initiative populaire «Pour la sortie programmée de l’énergie nucléaire», lancée par les Verts (Suisse) avec le soutien du Parti socialiste suisse au lendemain de la catastrophe de Fukushima, revendique l'interdiction de l'exploitation de centrales nucléaires de plus de 45 ans. Or l'industrie nucléaire en Suisse comporte 4 centrales : Beznau (47 ans), Gösgen (37 ans), Leibstadt (32 ans) et Mühleberg (44 ans).
En plus, l'initiative revendique un tournant énergétique basé sur des économies d'énergie, l'efficience énergétique et le développement des énergies renouvelables.
L'initiative vise donc à fermer les cinq centrales nucléaires suisses dans moins de 13 ans, soit d'ici à 2029 au plus tard.

## Déroulement

### Contexte historique
La décision de construire des centrales nucléaires en Suisse date des années 1963 - 1964 lorsque le Conseil fédéral fait cette recommandation dans son rapport de gestion. Les premières centrales sont construites dans les années suivantes et ce n'est qu'en 1975, lors du début de la construction de la centrale de Kaiseraugst, que les premières manifestations populaires contre l'industrie nucléaire en Suisse sont organisées.
En 1976, deux initiatives sont lancées parallèlement ; la première, « pour l'interruption du programme d'exploitation de l'énergie nucléaire », n'obtient pas le nombre de signatures requis alors que la seconde, l'initiative populaire « Sauvegarde des droits populaires et de la sécurité lors de la construction et de l'exploitation d'installations atomiques » est rejetée de justesse le 18 février 1979. Présenté sous la forme d'un contre-projet indirect à cette initiative, un arrêté fédéral destiné à amender la loi sur l'énergie atomique est, pour sa part, accepté en votation le 20 mai 1979.
Le 23 septembre 1984 ce sont les deux initiatives jumelles demandant l'arrêt de la construction de centrales nucléaires « pour un approvisionnement en énergie sûr, économique et respectueux de l'environnement » et « pour un avenir sans nouvelles centrales atomiques » qui sont rejetées en votation populaire par respectivement 54,2 % et 55 % des votants.
Après ces différents refus, l'initiative populaire « pour un abandon progressif de l'énergie atomique » est lancée en 1986, en même temps que l'initiative populaire « Halte à la construction de centrales nucléaires (moratoire) » (qui propose d'instaurer un moratoire de 10 ans sur toute construction de nouvelle centrale nucléaire et sera acceptée en votation) après la proposition de créer une nouvelle centrale nucléaire à Kaiseraugst et à la suite de la catastrophe de Tchernobyl du 26 avril 1986.
Dix ans après cette votation, deux nouvelles initiatives, appelées Initiative populaire « Moratoire-plus - Pour la prolongation du moratoire dans la construction de centrales nucléaires et la limitation du risque nucléaire » et Initiative populaire « Sortir du nucléaire - Pour un tournant dans le domaine de l'énergie et pour la désaffectation progressive des centrales nucléaires », sont proposées en votation pour, respectivement, prolonger de 10 ans supplémentaires le moratoire alors en vigueur et abandonner progressivement l'utilisation de l'énergie nucléaire. Les deux objets seront refusés en votation le 18 mai 2003.

### Récolte des signatures et dépôt de l'initiative
La récolte des signatures débute le 17 mai 2011, et se termine le 17 novembre 2012. De nombreuses organisations ont soutenu la récolte des signatures. L'initiative a été déposée le 16 novembre 2012 à la Chancellerie fédérale avec plus de 108 000 signatures validées.

### Positions des partis
| Parti                        | Position |
| ---------------------------- | -------- |
| Union démocratique du centre | Non      |
| Parti socialiste suisse      | Oui      |
| Le Centre                    | Non      |
| Parti libéral-radical        | Non      |
| Les Verts                    | Oui      |
| Vert'libéraux                | Oui      |

### Votation
Le 27 novembre 2016, l’initiative populaire « Pour la sortie programmée de l’énergie nucléaire » a été rejetée par 54,23 % des voix contre 45,77 % et par 20 cantons sur 26.
| 1 099 409                     | 45,8 | 1 300 860 | 54,2 | 14 289 | 7 440 | 2 421 998 | 5 336 711 | 45,38% | 4 | 2 | 16 | 4 |
| Source: Gouvernement Suisse 1 |      |           |      |        |       |           |           |        |   |   |    |   |